# Гунцат
Гунцат (алб. Guncat) је насеље у општини Сува Река, Косово и Метохија, Република Србија.
Иван Јастребов спомиње да су и ренегати (исламизација) давали прилоге манастиру Св. Тројице у Мушутишту у спомен својих родитеља, нпр. из села Гунцат: Писа Сула и Дема своје родителе Гунића Марка, Витану, Недељка... 

## Становништво
| Демографија | Демографија | Демографија |
| Година      | Становника  | Становника  |
| ----------- | ----------- | ----------- |